# MicroG
Les composants logiciels MicroG sont une alternative aux Services Google Play, et aux OpenGapps. Le projet est initié en 2015.

## Fonctionnalités
Les MicroG sont utilisés comme émulation des Services Google Play, visant à limiter le traçage numérique vers les Services Google Play, tout en gardant une compatibilité avec les applications exigeant les Services Google Play.

## Autres
Ils sont financés par PrototypeFund, une initiative du ministère de l'Éducation et de la Recherche en Allemagne.